# Liste des longs métrages chiliens proposés à l'Oscar du meilleur film international
Cet article présente la liste des longs métrages chiliens proposés à l'Oscar du meilleur film international depuis 1990, lors de la 63e cérémonie des Oscars. Le Chili a ainsi soumis 25 films pour concourir dans cette catégorie ; parmi eux, un a obtenu une nomination aux Oscars et un film a remporté le prix.

## Films proposés par le Chili
Toutes les propositions chiliennes sont des films en espagnol.
| Année (Cérémonie) | Titre français                  | Titre original                  | Réalisateur                   | Résultat         |
| ----------------- | ------------------------------- | ------------------------------- | ----------------------------- | ---------------- |
| 1991 (63e)        | La luna en el espejo,           | La luna en el espejo,           | Silvio Caiozzi                | Non nommé        |
| 1992 (64e)        | La frontera                     | La frontera                     | Ricardo Larraín               | Non nommé        |
| 1994 (66e)        | Johnny cien pesos (es)          | Johnny cien pesos (es)          | Gustavo Graef Marino (es)     | Non nommé        |
| 1995 (67e)        | Amnesia (es)                    | Amnesia (es)                    | Gonzalo Justiniano (es)       | Non nommé        |
| 2001 (73e)        | Coronación (es)                 | Coronación (es)                 | Silvio Caiozzi                | Non nommé        |
| 2002 (74e)        | Un taxi pour trois              | Taxi para tres                  | Orlando Lübbert (es)          | Non nommé        |
| 2003 (75e)        | Ogú y Mampato en Rapa Nui       | Ogú y Mampato en Rapa Nui       | Alejandro Rojas               | Non nommé        |
| 2004 (76e)        | Los debutantes (es)             | Los debutantes (es)             | Andrés Waissbluth (es)        | Non nommé        |
| 2005 (77e)        | Mon ami Machuca                 | Machuca                         | Andrés Wood                   | Non nommé        |
| 2006 (78e)        | Play                            | Play                            | Alicia Scherson               | Non nommé        |
| 2007 (79e)        | Au lit                          | En la cama                      | Matías Bize                   | Non nommé        |
| 2008 (80e)        | Padre nuestro (es)              | Padre nuestro (es)              | Rodrigo Sepúlveda (es)        | Non nommé        |
| 2009 (81e)        | Tony Manero                     | Tony Manero                     | Pablo Larraín                 | Non nommé        |
| 2010 (82e)        | Dawson. Isla 10 (es)            | Dawson. Isla 10 (es)            | Miguel Littín                 | Non nommé        |
| 2011 (83e)        | La Vie des poissons             | La vida de los peces            | Matías Bize                   | Non nommé        |
| 2012 (84e)        | Violeta                         | Violeta se fue a los cielos     | Andrés Wood                   | Non nommé        |
| 2013 (85e)        | No                              | No                              | Pablo Larraín                 | Nommé            |
| 2014 (86e)        | Gloria                          | Gloria                          | Sebastián Lelio               | Non nommé        |
| 2015 (87e)        | Tuer un homme                   | Matar a un hombre               | Alejandro Fernández Almendras | Non nommé        |
| 2016 (88e)        | El club                         | El club                         | Pablo Larraín                 | Non nommé        |
| 2017 (89e)        | Neruda                          | Neruda                          | Pablo Larraín                 | Non nommé        |
| 2018 (90e)        | Une femme fantastique,          | Una mujer fantástica            | Sebastián Lelio               | Remporte l'Oscar |
| 2019 (91e)        | ...Y de pronto el amanecer (es) | ...Y de pronto el amanecer (es) | Silvio Caiozzi                | Non nommé        |
| 2020 (92e)        | La Toile de l'araignée (es)     | Araña                           | Andrés Wood                   | Non nommé        |
| 2021 (93e)        | El agente topo                  | El agente topo                  | Maite Alberdi                 | Préselectionné   |
| 2022 (94e)        | Blanc sur blanc                 | Blanco en blanco                | Théo Court (es)               | Non nommé        |
| 2023 (95e)        | Blanquita                       | Blanquita                       | Fernando Guzzoni              | Non nommé        |
| 2024 (96e)        | Les Colons                      | Los colonos                     | Felipe Gálvez                 | Non nommé        |
| 2025 (97e)        | À sa place (es)                 | El lugar de la otra             | Maite Alberdi                 | En attente       |